# Ny Nørup
Ny Nørup er en landsby i Sydjylland med 478 indbyggere  (2024). Ny Nørup er beliggende en kilometer syd for Nørup, fire kilometer vest for Bredsten og 15 kilometer vest for Vejle. Byen tilhører Vejle Kommune og er beliggende i Region Syddanmark. Den hører til Nørup Sogn.
I 2012 blev Nørup Hallen færdig; hallen har indendørs håndboldbane springgrav og klatrevæg.
Over cafeen er firehøje-fitness med udsigt over Firehøjeskolens legeplads